# Gospel Mass
Gospel Mass ist eine Komposition in Form einer Messe von Robert Ray. Es wurde für gemischten Chor geschrieben und 1981 veröffentlicht. Das Stück gehört zu den bekanntesten Veröffentlichungen des Komponisten und wird bis heute weltweit aufgeführt.

## Musikalischer Hintergrund
Gospel Mass weist für den afro-amerikanischen Gospel typische Elemente des Souls sowie Einflüsse des Funks auf. Das Stück ist in sechs Sätze unterteilt, die auch einzeln vorgetragen werden können. Neben den Chorpassagen gibt es auch Stellen für Sopran-, Alt- und Tenor-Soli.

### Sätze
1. Kyrie: Lord Have Mercy
2. Gloria: Glory To God In The Highest
3. Credo: I Believe In God
4. Acclamation: Hallelujah Praise The Lord
5. Sanctus: Holy, Holy Lord God Of Hosts
6. Agnus Dei: Lamb Of God

Insgesamt hat die Messe je nach Interpretation eine Länge von ca. 20–25 Minuten.